# 나카가와 타이시
나카가와 타이시(일본어: 中川 大志, 1998년 6월 14일 ~ )는 일본의 배우이다.
도쿄도 출신. 스타더스트 프로모션 소속.

## 내력
3살 때부터 재즈 댄스를 배우기 시작한다. 초등학교 4학년 때, 연습이 끝나고 집에 돌아가는 길에 시부야를 아버지와 걷고 있었을 때 스카우트되어, 초등학교 5학년 때에 현재의 사무소에 소속한다.
2009년 7월, NHK 《내가 아이였던 시절》의 재현 VTR로 배우 데뷔.
2010년 6월, 소속 부서를 예능 10부에서 예능 3부로 이동. 10월, 《한지로》로 영화 데뷔.
2011년 5월 29일의 〈니콜라 미니미니 개방일〉에서 개최된 〈맨모 공개 오디션〉에 합격해, 2011년 9월호의 《nicola》 (신초샤)부터 맨즈 모델로서 등장한다.

## 출연

### 드라마
- 내가 아이였던 시절 사와무라 잇키 편 (2009년 7월, NHK BS-hi) - 사와무라 잇키(어린 시절) 역
- 팀 바티스타 2 제너럴 루주의 개선 제3화 (2010년 4월 20일, 칸사이 TV) - 츠카다 히로유키의 아들 역
- Q10 제4화 (2010년 11월 6일, 닛폰 TV)
- 연속 TV 소설 (NHK)
  - 해님 제1 ~ 6・15・20화 (2011년 4월 4일・9일・26일) - 스도 하루키(어린 시절) 역
  - 여름하늘 (2019년 6월 19일 ~ 9월 28일) - 사카바 카즈히사 역
    - 여름하늘 SP 가을대수확축제 「토요상의 도쿄이야기」 (2019년 11월 2일, NHK BS 프리미엄)
- 대하드라마 (NHK)
  - 고우~공주들의 전국~ 제34회 (2011년 9월 4일) - 호소카와 타다토시 역
  - 타이라노 키요모리 제24 ~ 28회 (2012년 6월 17일 ~ 7월 15일) - 미나모토노 요리토모(소년 시절) 역
  - 사나다마루 제38 ~ 50회 (2016년 9월 25일 ~ 12월 18일) - 토요토미 히데요리 역
- 가정부 미타 (2011년 10월 12일 ~ 12월 21일, 닛폰 TV) - 아스다 카케루 역
- 13세의 헬로 워크 (2012년 1월 13일 ~ 3월 9일, TV 아사히) - 미카미 준이치 역
- 블랙 보드~시대와 싸운 교사들~ 제3밤 (2012년 4월 7일, TBS) - 유미오카 켄지 역
- GTO (2012년 7월 3일 ~ 9월 11일, 칸사이 TV) - 요시카와 노보루 역
  - 가을 스페셜 (2012년 10월 2일)
  - 정월 스페셜 (2013년 1월 2일)
  - 졸업 스페셜 (2013년 4월 2일)
- 제11회 TV 아사히 21세기 신인 시나리오 대상·대상 수상 작품 《화관》 (2012년 9월 14일, TV 아사히) - 히라이 사쿠라 역
- 미야베 미유키 미스터리 《퍼펙트 블루》 (2012년 10월 ~ 12월, TBS) - 모로오카 신야 역
- 야행관람차 (2013년 1월 18일 ~ 3월 22일, TBS) - 타카하시 신지 역
- DOCTORS~최강의 명의~ 제2시리즈 제3화 (2013년 7월 25일, TV 아사히) - 미나가와 마사야 역
- 오늘밤은 마음만 안고 (2014년 3월 4일 ~ 4월 22일, NHK BS 프리미엄) - 모토미야 토오루 역
- 수구 양키스 (2014년 7월 12일~ 9월 20일, 후지 TV) - 시무라 코헤이 역
- 킨다이치 소년의 사건부 N(neo) 제1화 (2014년 7월 19일, 닛폰 TV) - 사나다 코지 역
- 지옥 선생 누~베~ (2014년 10월 11일 ~ 12월 13일, 닛폰 TV) - 타테노 히로시 역
- REPLAY & DESTROY 제4・8화 (2015년 5월 19일, TBS) - 타케나카 준 역
- 프리즌 스쿨 (2015년 10월 28일 ~ 12월 23일, MBS) - 주연·후지노 키요시 역
- 미나미군의 연인~my little lover (2015년 11월 10일 ~ 2016년 2월 2일, 후지 TV) - 주연·미나미 슌이치 역
- 중쇄를 찍자! 제4~최종화 (2016년 5월 3일 ~ 6월 14일, TBS) - 오오츠카 슈트 역
- 형사유가미 제2화 (2017년 10월 19일, 후지 TV) - 우치코시 마사야 역
- 과수연의 여자 season17 제1화・최종화 (2017년 10월 19일・2018년 3월 22일,TV 아사히) - 에토 하지메 역
- 풍운아들~난학혁명편~ (2018년 1월 1일, NHK 종합)
- 카케구루이 (2018년 1월 15일 ~ 3월 19일, 마이니치방송/TBS) - 마뉴다 카에데 역
  - 카케구루이 시즌2 (2019년 4월 1일 ~ 4월 29일, 마이니치방송/TBS)
- 꽃보다 맑음 (2018년 4월 17일 ~ 6월 26일, TBS) - 하세 텐마 역
- 각오는 됐나, 거기 여자 (2018년 6월 25일 ~ 7월 23일, 마이니치방송/TBS) - 주연·후루야 토와 역
- 이 만화가 대단해! 제5화 (2018년 11월 3일, TV 도쿄) - 타카츠키 료 역
- 스캔들 전문변호사 QUEEN (2019년 1월 10일 ~ 3월 14일, 후지 TV) - 후지에다 슈지 역
- G선상의 당신과 나 (2019년 10월 15일 ~ 12월 17일, TBS) - 카세 리히토 역

### 영화
- 한지로 (2010년 10월 9일, 피즈 인터내셔널) - 미야타 역
- 아오오니 ver.2.0 (2015년 7월 4일, AMG 엔터테인먼트) - 주연·히로시 역
- 통학 시리즈 통학 전차 (2015년 11월 7일, 포니캐년) - 코우 역
- 통학 시리즈 통학 도중 (2015년 11월 21일, 포니캐년) - 주연·코우 역
- 전원, 짝사랑 〈MY NICKNAME is BUTATCHI〉 (2016년 7월 2일, 토에이) - 주연·사타케 역
- 4월은 너의 거짓말 (2016년 9월 10일, 토호) - 와타리 료타 역
- 오늘의 키라군 (2017년 2월 25일, 쇼게이트) - 주연·키라 역
- ReLIFE (2017년 4월 15일, 쇼치쿠) - 주연·카이자키 아라타 역
- 언덕길의 아폴론 (2018년 3월 10일, 토호/아스믹 에이스) - 카와부치 센타로 역
- 무지개빛 데이즈 (2018년 7월 6일, 쇼치쿠) - 주연·마츠나가 토모야 역
- 각오는 됐나, 거기 여자 (2018년 10월 12일, 토에이) - 주연·후루야 토와 역
- 사무라이 마라톤 (2019년 2월 22일, GAGA) - 후지이 역
- 부셔져 흩어지는 모습을 보여줄게 (2020년 5월 8일, 이온엔터테인먼트) - 주연·하마다 키요스미 역
- 조제, 호랑이 그리고 물고기들 (2020년 12월 25일, 쇼치쿠, 카도카와 쇼텐) - 주연·츠네오 역
- 블랙 나이트 퍼레이드 (2020년)
- 극장판 카케구루이2: 절체절명의 러시안 룰렛 (2021년)
- 수퍼 소닉 3 (2024년 12월 27일, 파라마운트 픽처스) - 주연·소닉 더 헤지혹 역 (더빙)

### 버라이어티
- 오하스타 (2012년 4월 10일 ~ 2014년 3월 31일, TV 도쿄) - 화요 레귤러

### CM
- 코나미 〈페어리 테일 포터블 길드 2〉 (2011년 2월 ~ 5월)
- 넥슨 〈아라드 전기〉 (2012년 4월 25일 ~ )
- 시세이도 〈시 브리즈〉 (2015년 4월 3일 ~ )
- 유키지루시 메구미루쿠 〈유키미루쿠〉 (2015년 6월 10일 ~ )
- 소프트뱅크 〈화이트가: 기가 이야기 2 (기가와 학생) 편〉 (2016년 1월 29일 ~ )
- AOKI 〈프레셔즈〉 (2016년 2월 4일 ~ )

## 서적

### 사진집
- 나카가와 타이시 퍼스트 사진집 (2014년 3월 18일, 각켄 퍼블리싱) ISBN 978-4-05-405966-5

### 캘린더
- 나카가와 타이시 캘린더 2016.4-2017.3 (2016년 3월 18일, SDP)